# Ludovicus Ricour
Ludovicus Ricour (Ath, 1749 – Ichtegem, 13 januari 1834) was een handelaar en ondernemer en burgemeester van de Vlaamse gemeente Ichtegem.

## Biografie
Louis Joseph Ricour werd geboren in het Henegouwse Ath in het jaar 1749. Hij huwde met Marie-Joséphine Giloteau, die hem een dochter schonk. Marie-Joséphine stierf echter zeer jong in het Henegouwse Beaumont. Louis Ricour bleef weduwnaar. Hij was actief in de Oostendse handelskringen als reder en bevrachter in de koopvaardij. Hij was onder andere partner in het bedrijf Frederic Romberg fils & Ricour (1778-1787). Ten laatste in 1808 kwam hij zich op Ichtegem vestigen. Hij werd op 1 februari 1808 benoemd tot maire (burgemeester) van Ichtegem. Hij bleef maire en later burgemeester tot zijn overlijden op 3 mei 1834.
Hij woonde tijdens zijn verblijf in Ichtegem op het latere Kasteel Rosendahl langsheen de Moerdijkstraat. Zijn enige dochter Anna-Josephina huwde de eveneens Oostendse ondernemer Thomas Blake.